# Joaquim Francisco Lopes
Joaquim Francisco Lopes (Piumhi, 07 de setembro de 1805 — São Jerônimo, 1884) foi um pioneiro e desbravador da região leste do sul de Mato Grosso, juntamente com sua família Lopes, os Barbosa e os Garcia Leal. Foram importantes, sobretudo, seus diários e relatórios, que narram a ocupação do interior do Brasil, tanto no sul de Mato Grosso, quanto no oeste dos estados de São Paulo e Paraná.

## Família
Filiação: Antônio Francisco Lopes e Theotonia Joaquina de Sousa.
Aos 20 anos casou com D. Vicencia Maria Pereira, da qual teve sete filhos; com 40 anos morreu sua mulher na vila de Franca, província de São Paulo; em 1854 contraiu segundas núpcias com D. Maria da Conceição, que contava com 14 anos, mas aos 27 anos faleceu de parto no aldeamento de S. Jeronymo, da província do Paraná, deixando sete filhos, ficando a cargo de Joaquim Francisco Lopes seis filhos menores; viu-se obrigado a contrair terceiras núpcias com D. Firmina Francisca da Silva, da qual teve quatro filhinhas; teve ainda mais três naturais, residentes na colônia militar do Jatahy, na província do Paraná. Portanto, teve 21 filhos.

## Atividades como sertanista
Joaquim Francisco Lopes, "desde os 14 anos ocupou-se em explorações e descobertas dos sertões, o que lhe garantiu o nome de homem da natureza".
Acompanhavam-no em seus desbravamentos seu pai, Antônio Francisco Lopes; seus irmãos, Gabriel Francisco Lopes, José Francisco Lopes (o Guia Lopes da Laguna), Manuel Francisco Lopes, João Francisco Lopes e Remualdo Francisco Lopes; além de seus cunhados Alcino e Antônio Vieira Moço. No ano de 1815, em Franca, seu pai possuía, ainda, quatro africanos e quinze crioulos.
Em 1829, a soldo do Barão de Antonina, com os Garcia Leal e os Barbosa, fez a entrada histórica no sul mato-grossense. Sobre essa entrada, escreveu em seu diário: "1829. Entrada para o sertão da Paranaíba. Fui convidado pelo sr. Sousa, seguimos em fins de julho, entrei com dois animais e quatro cães veadeiros, alcancemos os senhores Garcias, na Paranaíba, fazendo canoas a nossa espera, pois nos convidou para a dita entrada; descobriu o sertão no ano de 28, perdendo os ditos Garcias dois anos de entrada sem poderem descobrir; saltamos a dita Paranaíba em lugar largo, e manso mato, cerradões e pântanos; saindo nos campos de Santa Ana, apartamo-nos em três bandeiras, a do Sousa constava de onze pessoas, e 24 animais, na qual eu me achei. Entremos por cima a ganhar águas do Sucuriú e voltemos das águas do dito nas cabeceiras denominado Pântano, e fundou-se duas fazendas, uma para Inácio Furtado e outra para Domingos Rodrigues, por não termos conhecimento do sertão, apatranhemos e voltemos para nossas casas".
No início da década de 1830, acompanhando os Garcia Leal, Joaquim Francisco Lopes fixou-se nas margens inferiores do rio da Quitéria, onde fundou a fazenda Monte Alegre.
Além de reconhecer as terras do leste sul-matogrossense, demarcou posses e abriu uma estrada de Santana de Paranaíba a Miranda, tendo daí retornado a Camapuã. Mais tarde, em 1838, melhorou a estrada do Picadão, de Porto Tabuado a Piracicaba. Reconheceu, também, a Vacaria (centro do atual Mato Grosso do Sul) e parte da Serra de Maracaju, estando até 1857 a mando do Barão de Antonina e tendo para ele registrado várias posses.
Entre os anos de 1854 e 1855, sob a encomenda do Barão de Antonina, Joaquim Francisco Lopes ajudou a fundar a colônia militar do Jatahy e aldeamento de S. Pedro de Alcântara, às margens do rio Tibagy, na recém criada província do Paraná. Explorou essas terras do oeste do Paraná, donde não mais saiu, prestando serviço ao governo paranaense. Trabalhou em conjunto com o missionário capuchinho Frei Timotheo de Castelonuevo e o geógrafo Henrique Elliot.
Entre 1860 e 1867 foi diretor do aldealmento indígena de S. Jeronymo, quando foi substituído pelo missionário capuchinho Frei Luiz de Cemitille. Depois disso, continuou com inúmeros trabalhos de aberturas de estradas, mas principalmente, de contato com índios, do Paraná a Santa Catarina.
Em sua biografia, apresentada no jornal Dezenove de Dezembro, de Curitiba, no ano de 1884, recupera-se aspectos de sua intensa atividade como sertanista e de suas inúmeras atividades junto as mais variadas etnias indígenas da região sul, sudeste e centro-oeste do Brasil.
Encontra-se enterrado no cemitério público de São Jerônimo, Paraná.

## Memórias e relatórios[4]
1829 a 1839 - LOPES, Joaquim Francisco. "Roteiro de uma picada levada a efeito por Joaquim Francisco Lopes, por determinação do Presidente da Província de Matto Grosso, José Antônio Pimenta Bueno". Boletim do Departamento de Arquivo do Estado de São Paulo, vol. 3, 1946, p. 61-125.
1829 a 1841 - LOPES, Joaquim Francisco. "Derrotas de Joaquim Francisco Lopes pelos sertões das Províncias de S. Paulo, Minas e Matto Grosso. 1829-1841". Ms., original, parte inédita, Biblioteca Nacional.
1841 - LOPES, Joaquim Francisco. "Algumas lembranssas sobre a preferencia que deve ter huma ou outra das duas estradas projectadas para a Província de Matto-Grosso, por Joaquim Francisco Lopes em 1841, por mais ou menos". Ms., original, parte inédita, Biblioteca Nacional.
1848 a 1849 - LOPES, Joaquim Francisco. "Itinerário da spetima exploração feita para verificação de possibilidade de uma via de comunicação entre a cidade de Antonina e a Província de Matto-Grosso, pelo Baixo Paraguay, em 1848, por Joaquim Francisco Lopes". Ms. Instituto Histórico Geográfico Brasileiro.
1848 a 1849 - LOPES, Joaquim Francisco. "Itinerário de Joaquim Francisco Lopes. Encarregado da exploração da melhor via de comunicação entre a Província de São Paulo e de Matto-Grosso pelo Baixo Paraguay, em 27 de outubro de 1848". Rev. do Inst. Hist. e Geogr. Bras., tomo 13, 2ª edição, 1872, p. 315-335.
1862 - LOPES, Joaquim Francisco. "Relatório Circunstanciado da exploração do rio Bariguy, pelo sertanista Joaquim Francisco Lopes". Anexo J do Relatório do Presidente da Província do Paraná, Curitiba, Typographia do Correio Official, 1862.
1871 - LOPES, Joaquim Francisco. Memória sobre a vereda mais facil da estrada para Matto Grosso pelo sertanista Joaquim Francisco Lopes. Curityba, Typ. de Candido Martins Lopes, 1871. Impresso, Biblioteca Nacional.
1871 - LOPES, Joaquim Francisco. "Diário da Exploração da 2ª Secção da Estrada do Matto-Grosso". Ms., inédito, Arquivo Público do Estado do Paraná.